# 顶蚀
顶蚀（英語：Stoping）是一個容納岩漿從地幔或下地殼上升到地表的過程。 這理論是由加拿大地質學家 和美國地質學家 個別獨立提出的。
顶蚀是一種圍岩遭到機械性解體的過程。由於與高熱的岩漿接觸，周圍圍岩受熱膨脹而產裂縫，岩漿和揮發物通常會侵入裂縫，擴大裂縫並導致圍岩的岩塊塌陷。 而懸浮在岩漿中，若岩漿的相對密度低，岩塊會下沉。 此外，浸沒在熔岩漿中的圍岩岩塊會受到進一步的熱裂解，這可能是導致顶蚀過程被垢“缺乏證據”的原因。
岩漿的垂直運動受重力所控。 當圍岩岩塊通過岩漿向下掉落時，就會發生顶蚀 最常見顶蚀特徵是深成岩和圍岩之間的尖銳不協調接觸以及圍岩缺乏韌性變形。 其他特徵包括深成岩體中有捕虏岩、何捕虜石的旋轉的證據，地球化學也可證明岩漿有圍岩的成分 。